# Arterias metacarpianas palmares
Las arterias interóseas palmares, metacarpianas palmares, metacarpianas volares o intermetacarpianas palmares son arterias que se originan en el arco palmar profundo. No presentan ramas.

## Distribución
Se distribuyen hacia los huesos, músculos interóseos y lumbricales segundo, tercero y cuarto.